# Burns (Wyoming)
Burns é uma cidade  localizada no estado norte-americano de Wyoming, no Condado de Laramie.

## Demografia
Segundo o censo norte-americano de 2000, a sua população era de 285 habitantes. 
Em 2006, foi estimada uma população de 303, um aumento de 18 (6.3%).

## Geografia
De acordo com o United States Census Bureau tem uma área de 
7,9 km², dos quais 7,9 km² cobertos por terra e 0,0 km² cobertos por água. Burns localiza-se a aproximadamente 1682 m acima do nível do mar.

## Localidades na vizinhança
O diagrama seguinte representa as localidades num raio de 40 km ao redor de Burns. 